# Caprithrips insularis
Caprithrips insularis är en insektsart som beskrevs av Beshear 1975. Caprithrips insularis ingår i släktet Caprithrips och familjen smaltripsar. Inga underarter finns listade i Catalogue of Life.